# Robert Legrand (historien)
Pour les articles homonymes, voir Robert Legrand et Legrand.
Robert Legrand, né le 18 décembre 1912 à Abbeville et mort le 9 août 2006 dans la même ville, est un historien français spécialiste de la Révolution française et en particulier de Gracchus Babeuf.
Il reçoit deux prix de l'Académie française : le prix Broquette-Gonin, en 1982, pour Babeuf et ses compagnons de route et le prix Georges-Goyau, en 1994, pour Dix ans de conflits en Picardie.

## Biographie
Robert Legrand est né le 18 décembre 1912 à Abbeville, dans la Somme. Issu d'une famille de commerçants, il fait ses études au lycée d'Abeville avant de travailler dans l'entreprise familiale spécialisée dans la confection de matériaux pour travailler le cuir.
Il est élu membre correspondant de la Société d'émulation d'Abbeville, lors de sa séance du 2 juillet 1936.
Mobilisé en 1939, il est blessé et décoré de la Croix de Guerre. Il épouse, en 1942, Jacqueline Poli, bibliothécaire à la Bibliothèque nationale avec qui il aura quatre enfants.
Historien non universitaire et autodidacte, il travaille sur l'histoire de la région picarde et est membre de plusieurs sociétés savantes comme de la Société d’Émulation d'Abbeville. Membre de la Société des études robespierristes, il travaille également sur la Révolution française et notamment de ces « grands hommes » comme Talleyrand, Guizot, La Fayette ou BabeufPicardie (province).
Il a travaillé avec des historiens comme Albert Soboul, Jacques Dupâquier ou encore Michel Vovelle.
Robert Legrand, meurt au cours du mois d'août 2006.

## Publications

### Ouvrages
Sélection, ordre chronologique :
- Albert Thibaudet à Abbeville : (1903-1905) (Note : Extrait du Bulletin de la Société d'émulation historique et littéraire d'Abbeville), Abbeville, Paillart, 1944, 15 p. (BNF 32366899).
- Babeuf et ses compagnons de route  (préf. Albert Soboul) (Recueil de textes partiellement remaniés et extraits de diverses revues et publications, 1960-1977. Contient un choix de lettres de François-Noël Babeuf à divers correspondants, 12 mai 1779-14 juillet 1796. Index), Abbeville, Paillart, coll. « Bibliothèque d'histoire révolutionnaire / 3e série » (no 20), 1981, 454 p. (BNF 34664410) (prix de l'Académie française).
- Vie et société en Picardie maritime : 1780-1820, Paris, Guénégaud, 1986, 399 p. (BNF 37395695).
- La Révolution dans la Somme : Conventionnels, jacobins, soldats (Contient un choix de documents, Notes bibliogr. Index), Abbeville, Imprimerie F. Paillart, 1988, 326 p. (BNF 35000305).
- Dix ans de conflits en Picardie : 1789-1799, Abbeville, Paillart, 1992, 315 p. (BNF 35558506) (prix de l'Académie Française).
- La galerie des homonymes : (1780-1840), Abbeville, Paillart, 1994, 133 p. (BNF 35693908, présentation en ligne).amé
- Révolution et Empire en Picardie : Économie et finances, Abbeville, Paillart, 1996, 262 p. (présentation en ligne).
- Anthologie de poésie, Abbeville, Paillart, 1998, 255 p. (BNF 36972947).
- Guizot et son temps : propos et portraits  (préf. Henri Heinemann), Abbeville, Paillart, 2002, 215 p. (BNF 38931458).
- La guerre d'indépendance américaine et La Fayette, Abbeville, Paillart, 2006, 222 p. (BNF 40992157, présentation en ligne).

### Participation à un ouvrage collectif
- Alain Maillar (dir.), Claude Mazauric (dir.) et Éric Walter (dir.), Présence de Babeuf : lumières, révolution, communisme (actes du colloque international Babeuf, Amiens, les 7, 8 et 9 décembre 1989), Paris, Publications de la Sorbonne, 1994, 334 p. (ISBN 9782859442538, lire en ligne).

## Distinctions

### Décoration
- Croix de guerre 1939–1945

.

### Prix de l'Académie française
- 1982 : prix Broquette-Gonin, pour Babeuf et ses compagnons de route[5].
- 1994 : prix Georges-Goyau, médaille de bronze, pour Dix ans de conflits en Picardie[5].

### Webographie
- Académie française, « Robert Legrand », sur Académie française, 2018 (consulté le 18 décembre 2018).